# Горбани (Псковская область)
Горбани — деревня в Великолукском районе Псковской области России. Входит в состав сельского поселения «Пореченская волость».
Расположена на юге района, западнее Занюсского озера (северной части озера Нюссо), в 42 км к югу от райцентра Великие Луки и в 9 км к югу от волостного центра Поречье.

## Население
Численность населения деревни по состоянию на 2000 год составляла 6 жителей, на 2010 год — 3 жителя.

## История
До 2005 года деревня входила в состав ныне упразднённой Урицкой волости.